# Nguyễn Trọng Hỷ
Nguyễn Trọng Hỷ (sinh ngày 17 tháng 10 năm 1947 tại Quảng Ninh), là nhà quản lý trong lĩnh vực thể thao, Thứ trưởng Bộ Văn hóa Thể thao Du lịch, từng là Chủ tịch của Liên đoàn Bóng đá Việt Nam Khóa V (nhiệm kỳ 2005-2009) và Khóa VI (nhiệm kỳ 2009-2013) . Ngoài ra Ông từng giữ chức vụ trưởng thể thao thành tích cao II (Uỷ ban TDTT) và Phó tổng biên tập Báo Thể thao Việt Nam .

## Quá trình hoạt động
Nguyễn Trọng Hỷ tốt nghiệp Đại học TDTT vào tháng 9 năm 1971. Sau đó ông đi bộ đội đến tháng 12 năm 1975.
Từ 1976 đến 1990, Ông công tác tại Trường Đại học Thể dục Thể thao. Đến năm 1990, ông công tác tại Tổng cục Thể dục thể thao (nay là Ủy ban Thể dục Thể thao). Ông giữ chức vụ Phó Tổng biên tập Báo Thể thao Việt Nam từ tháng 12 năm 1997 đến tháng 12 năm 1998.
Từ tháng 1 năm 1999 đến tháng 6 năm 2002, Nguyễn Trọng Hỷ giữ chức Vụ trưởng Vụ Thể thao thành tích cao II. Đến tháng 7 năm 2002, Ông được Thủ tướng Chinh phủ Việt Nam bổ nhiệm làm Phó chủ nhiệm Ủy ban Thể dục Thể thao. Năm 2007 ông được bổ nhiệm làm Thứ trưởng Bộ Văn hóa Thể thao Du lịch.
Ngày 2 tháng 6 năm 2005 được bầu làm Chủ tịch Liên đoàn bóng đá Việt Nam khoá V. Ngày 5 tháng 12 năm 2013 ông thôi chức vụ này  trước nhiệm kỳ với lý do sức khỏe.